# Гра на перехоплення
«Гра на перехоплення» — український спортивний документальний фільм режисера-лауреата премії «Еммі» Володимира Мули. Фільм досліджує несподіваний зв'язок воєнного часу між українськими військовими та футболістами через реальну історію братів Михайленків – Сергія, командира мобільної вогневої групи ППО, та Миколи, гравця Олімпійської збірної України з футболу.
Поки один ризикує своїм життям на передовій, інший представляє свою країну на світовій спортивній арені Паризької Олімпіади 2024 року.
Правдива історія братерства та стійкості, що розкриває боротьбу двох братів однієї крові — кожного у своїй формі  — за одну країну.
Стрічка створена за підтримки Державного агентства України з питань кіно у 2025 році під робочою назвою «Футбол в окопах».

## Сюжет
Документальна стрічка описує рідкісну для мирного часу взаємодію двох, здавалося б, далеких одна від одної соціяльних груп: військовиків та футболістів. 
Війна зблизила людей, і такі далекі у минулому для звичайного солдата зірки футболу сьогодні стали неправдоподібно близькими, вони фактично затоваришували. На прикладі історії родини Михайленків, коли один брат воює, а інший захищає честь країни на футбольному полі, стрічка розкриває важливу тему - взаємозв'язок та важливість перемог, які виборюють футболісти та вояки у той самий період часу: влітку 2024 року.
У центрі сюжету – історія братів Михайленків: керівника екіпажу мобільної вогневої групи ППО Сергія та гравця Олімпійської футбольної збірної Миколи.

## Герої
| Актор             | Роль                                                       |
| ----------------- | ---------------------------------------------------------- |
| Микола Михайленко | Напівзахисник Олімпійської футбольної збірної              |
| Сергій Михайленко | Військовослужбовець, командир мобільної вогневої групи ППО |
| Руслан Ротань     | Головний тренер Олімпійської футбольної збірної            |
| Максим Бецко      | Лікар Олімпійської футбольної збірної                      |
| Євген Гресь       | Аналітик Олімпійської футбольної збірної                   |

## Творча група
- Режисер-постановник — Володимир Мула
- Сценарій — Микола Васильков
- Оператори-постановники — Олександр Шевчишин, Дмитро Гораш, Олексій Кобзаренко
- Монтаж — Андрій Луннік
- Асоціативний продюсер — Тарас Босак
- Генеральний продюсер — Володимир Мула

## Виробництво
Виробництвом фільму займалася компанія «ТелеПростір Студіо». Зйомки відбувалися у двох країнах: Франції та Україні.

### Кошторис
Проєкт «Футбол в окопах» став одним із переможців Дев'ятнадцятого конкурсного відбору кінопроєктів Держкіно.

### Саундтрек
Саундтреком до фільму стала композиція «Козацькому роду» у виконанні Jerry Heil.

## Цікаві факти
- Робота над проектом тривала півтора року.
- Реальні брати Сергій та Микола Михайленки представляють два фронти боротьби України: Сергій на полі бою, а Микола - в Олімпійській футбольній збірній.
- Деякі сцени знімали поблизу зон активних бойових дій.
- Жоден з діалогів у фільмі не був написаний за сценарієм — усі розмови між спортсменами та солдатами є автентичними та спонтанними.
- Незважаючи на війну, що триває, Україні вперше за багато років вдалося кваліфікуватися та взяти участь в Олімпійському футбольному турнірі.
- Режисер Володимир Мула співпрацював з екіпажами протиповітряної оборони, щоб зафіксувати емоційну реальність війни зсередини.